# Broälvens naturvårdsområde
Broälvens naturvårdsområde är ett naturvårdsområde (sedan 1999 likställt med naturreservat)  Brastads och Bro socknar i Lysekils kommun i Bohuslän.
Naturreservatet bildades 1995 (gällande från 1998) och är 191 hektar stort.
Broälven mynnar i Brofjordens inre grunda del. Vattendraget har ett meandrande lopp och rinner genom ett jordbrukslandskap. I Broälvens övre lopp finns ett viktigt reproduktionsområden för havsöring och var avgörande när reservatet bildades. Även dess biflöden Kvarnbäcken, Brobergsbäcken och Störrebergsbäcken har goda lekområden för havsöringen. 
Det grunda området i Brofjorden utanför älvens mynning är också en värdefull miljö för havsöringen.

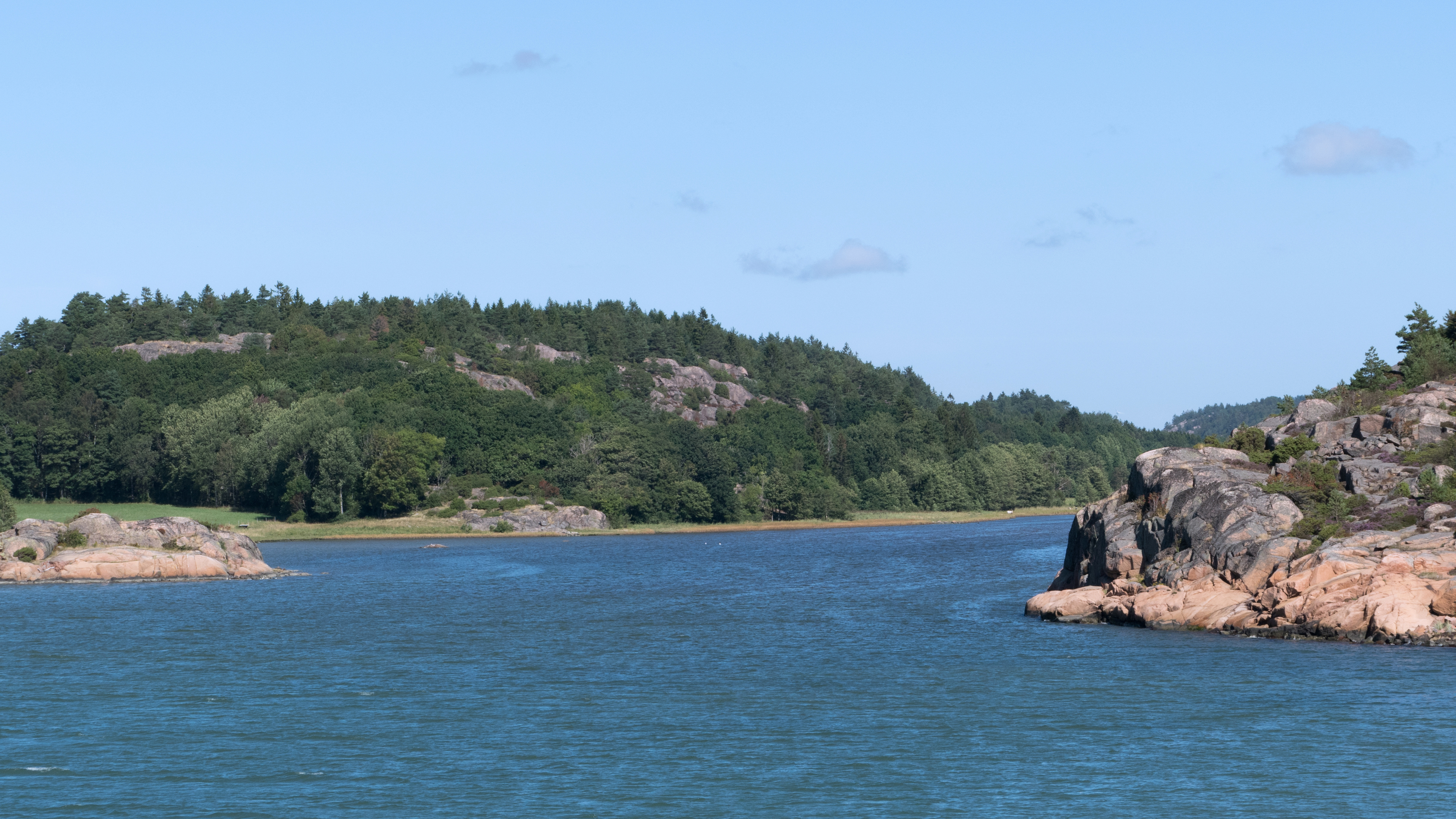
Södra delen av Broälvens naturreservat där älven mynnar ut i Brofjorden